# 봉수산 (공주/아산/예산)
봉수산(鳳首山)은 대한민국의 충청남도 예산군 대술면과 아산시 송악면, 공주시 유구읍 경계에 있는 산이다. 높이는 535m.  산세가 봉황의 머리를 닮았다고 해서 봉수산이라고 부른다. 산기슭에 봉곡사가 있다.